# Saman Ghoddos
Seyed Saman Ghoddos (en persa: سید سامان قدوس‎; Malmö, 6 de septiembre de 1993), nacido solamente como Saman Ghoddos, es un futbolista sueco nacionalizado iraní que juega como delantero en el Kalba F. C. de la UAE Pro League.

## Clubes
| Club                         | País       | Año       |
| ---------------------------- | ---------- | --------- |
| Limhamn Bunkeflo             | Suecia     | 2011-2013 |
| Trelleborgs FF               | Suecia     | 2013-2014 |
| Syrianska F. C.              | Suecia     | 2014-2015 |
| Östersunds FK                | Suecia     | 2016-2018 |
| Amiens S. C.                 | Francia    | 2018-2021 |
| Brentford F. C. (a préstamo) | Inglaterra | 2020-2021 |
| Brentford F. C.              | Inglaterra | 2021-2024 |
| Kalba F. C.                  | EAU        | 2024-     |

## Palmarés

### Títulos nacionales
| Título         | Club          | País   | Año     |
| -------------- | ------------- | ------ | ------- |
| Copa de Suecia | Östersunds FK | Suecia | 2016-17 |